# Nikolai Triik
Nikolai Triik   (Tallinn, 7 d'agost de 1884 - Tallinn, 12 d'agost de 1940) va ser un pintor, artista gràfic, gravador i professor modernista estonià. La seva obra mostra elements de simbolisme i expressionisme.
Juntament amb Konrad Mägi i Ants Laikmaa, Triik va ser un dels artistes estonians més importants de la primera meitat del segle XX.

## Biografia
Nikolai Triik va néixer al carrer Niguliste de Tallinn com el primer fill del mestre sastre Kusta Triik. Va estudiar al Gimnàs Gustav Adolf. Provenia d'una família de classe mitjana. Després de graduar-se a les escoles públiques el 1901, es va matricular a l’Acadèmia d'Art i Indústria de Sant Petersburg, però va ser expulsat per haver participat en una vaga estudiantil durant la Revolució de 1905. Va tornar a casa i va continuar els seus estudis a l'escola d'art privada dirigida per Ants Laikmaa, però més tard va tornar a Sant Petersburg per prendre lliçons d’Osip Braz.

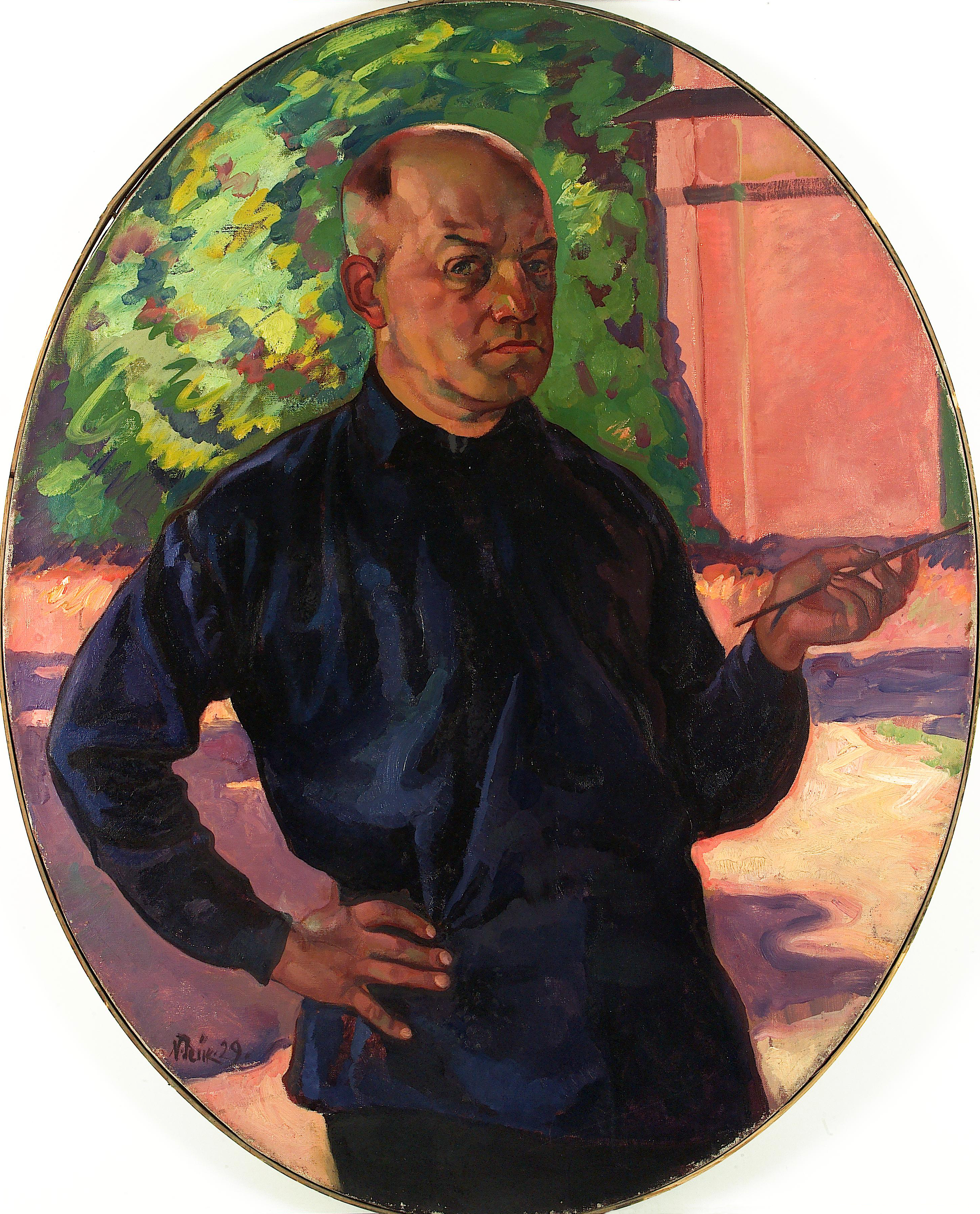
Autoretrat (1929)

L'any següent, va acompanyar Konrad Mägi i Aleksander Tassa en un viatge a Åland i va passar una estona a Hèlsinki a l'escola gestionada per la "Finish Art Association". Poc després, es va casar amb la filla d'un adinerat propietari d'una fàbrica i es va traslladar a París, on va fer cursos a l’Académie Colarossi, l’Académie Julian i l’École des Beaux-arts.
Quan els seus estudis es van completar allà, va visitar Noruega, després va tornar a Sant Petersburg i va auditar les classes a l'acadèmia d'art dirigida per Nicholas Roerich. Durant els dos anys següents, es va traslladar entre Sant Petersburg i Tartu. El 1911, va començar a produir una secció d'art per a una revista publicada per l'associació literària Noor-Eesti (Jove Estònia), i va crear una sèrie d'obres basades en el folklore estonià. Després de més viatges a Copenhaguen i Berlín, es va establir definitivament a Estònia el 1913, treballant com a professor d'art.
El 1916 esdevingué membre del consell rector de l'"Eesti Kunstiselts" (associació d'art) i, de 1919 a 1920, fou responsable de Belles Arts al Ministeri d'Educació d'Estònia. Aquell any, es va unir a una associació d'art progressista anomenada "Pallas" i va anar a Tartu a ensenyar a la seva escola.
De 1922 a 1926, va donar classes particulars al seu propi estudi a Tartu, després va treballar com a artista independent fins a 1928. Cinc anys més tard, es va convertir en el primer estonià a ser nomenat professor d'art. La seva segona esposa, Viktoria (la filla de Mihkel Martna), va morir el 1935, amb només quaranta-quatre anys. Va caure malalt a principis de 1940 i va tornar a Tallinn, on va morir poc després.
Nikolai Triik està enterrat al cementiri de la granja de Leetse-Lepiku a la península de Pakri.

## Creació

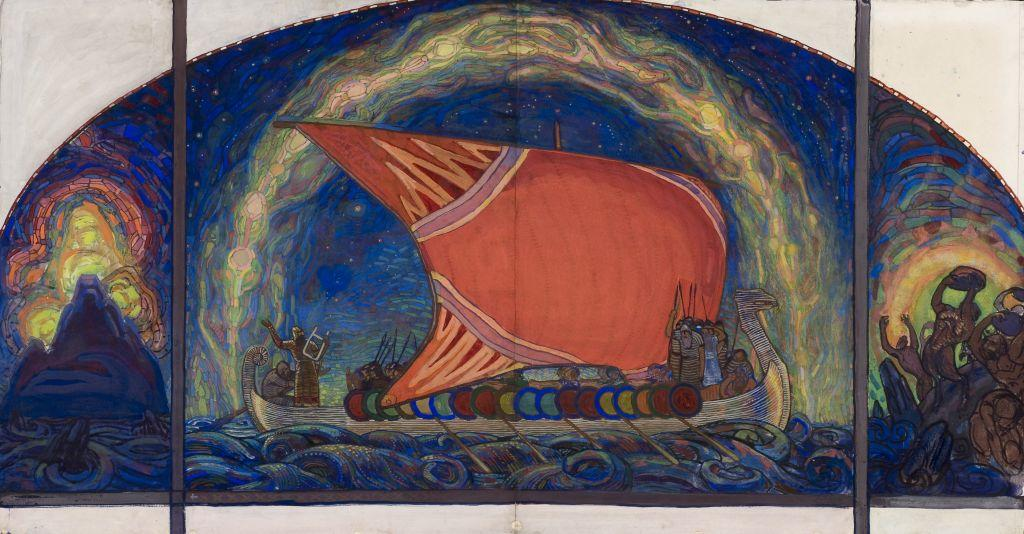
Avió, 1910

L'obra de Nikolai Triik és molt diversa. Ha creat una sèrie de retrats i composició pintures, dibuixos, caricatures i pintures de paisatge.
El període creatiu actiu va començar el 1905 , quan el jove artista va començar a crear dibuixos i caricatures amb contingut polític per a publicacions satíriques d'Estònia. Triik va dibuixar dibuixos per a la revista Tapper i per a la publicació amb seu a Hèlsinki Kaak sota el pseudònim Waikne. El 1910–1920, es van completar el disseny de la portada i el frontispici de la col·lecció de poesia Tuulemaa de Gustav Suits i els dissenys de la portada de les edicions dels poemes de Marie Under.

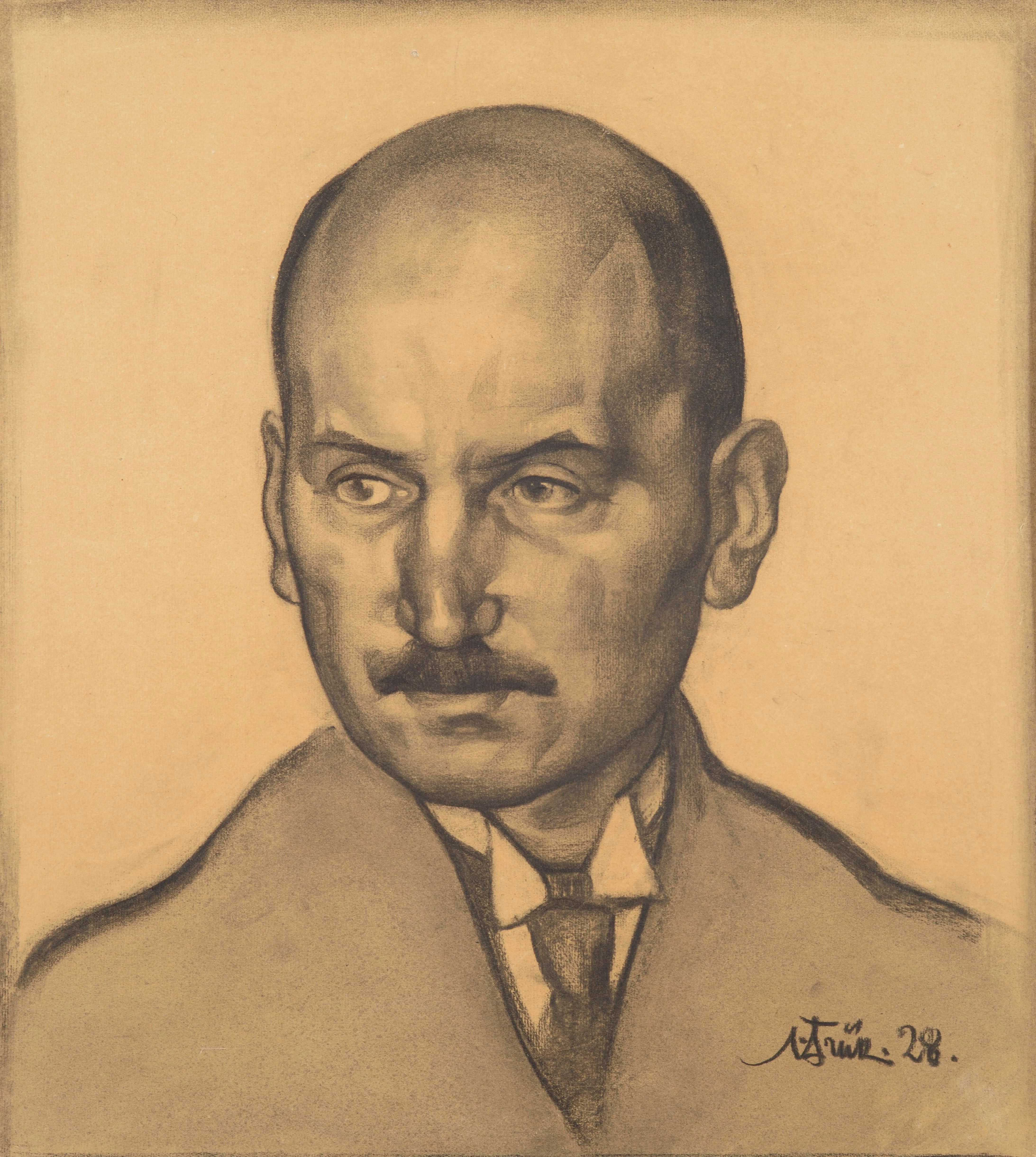
Retrat d'Oskar Luts, 1928

El seu treball anterior va estar influenciat pel Simbolisme. Això és especialment evident en les composicions que representen escenes de batalla llegendàries i heroiques. Durant els seus viatges a Noruega els estius de 1907 i 1908, Triik va ser influenciat pel romanticisme nacional nòrdic. L'obra més coneguda d'aquest període és Paisatge noruec decoratiu (1908), que es troba a la col·lecció del Museu d'Art d'Estònia. Les obres d'aquest període recorden en gran part les obres del noruec Edvard Munch.
Entre 1909 i 1910, Triik va crear diverses composicions en un estil romàntic nacional. Els millors exemples són Lluita i  Avió.
Nikolai Triig es va convertir en el retratista més respectat de la seva època. Entre les obres dels seus anys més joves, destaca el retrat de Juhan Liiv, un dibuix al carbó 1909. de l'any. 1912 ha tingut el mateix èxit. Un retrat de Mihkel Martna acabat el 2011. Entre 1926 i 1934 es van completar una sèrie de dibuixos al carbó i sanguines de personatges socials coneguts: A. H. Tammsaare, Gustav Suits, Friedebert Tuglas i altres. Les millors obres de retrats en tècnica de pintura a l'oli són Formis Laikmaa (1913) i Retrats de la senyora Lüüsi (1917).

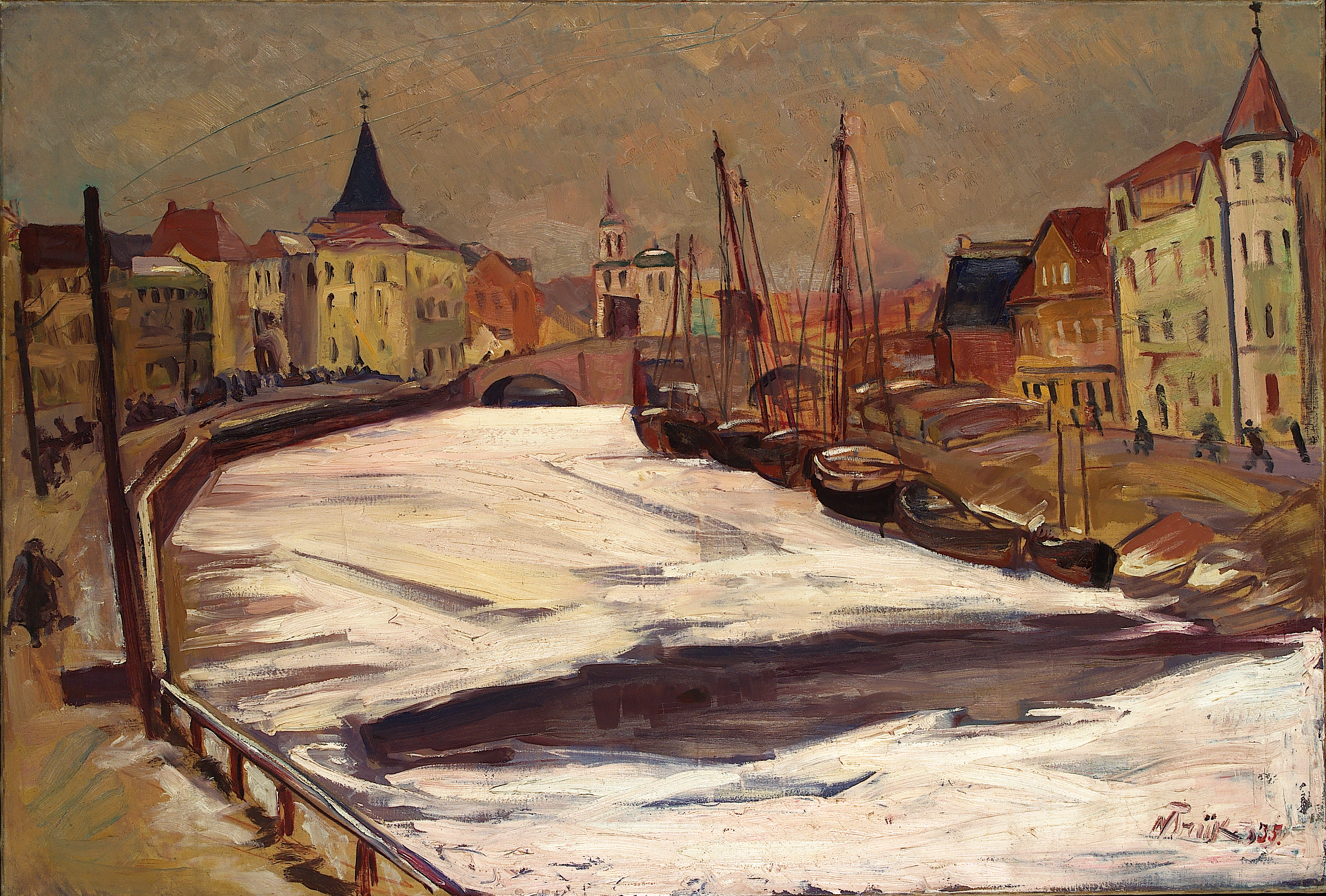
Tartu d'hivern al costat del riu Emajõgi (1935)

A poc a poc, l'estil d'imaginació de l'artista es va anar fent més expressiu. La imaginació i la creativitat de l'artista queden ben reflectides en les seves obres gràfiques com The Birth of Freedom (1919) i Howling Dog (1921). Després de les crítiques que va rebre a l'Exposició de Revisió d'Art d'Estònia de 1919, l'abast de l'obra de l'artista es va reduir una mica. Una secció interessant del seu treball posterior consta de nombrosos dibuixos de retrats caracteritzats, realitzats majoritàriament amb grafit i llapis vermell, carbó o sanguine. Va completar retrats d'Oskar Luts (1928), Gustav Hugo Raudse i  Raudsepas (1932).
Els millors èxits de l'obra de Nikolai Triik als anys trenta són els paisatges de Saaremaa, Rutja, Leetse-Lepik, etc. Els motius preferits de l'artista són grups individuals de pins, franges costaneres obertes amb el mar i motius de jardins amb arcs. Un lloc especial entre els paisatges de Triig pertany a les vistes hivernals de Tartu, exemples de les quals són Tartu d'hivern al costat del riu Emajõgi i Port de Tartu.

## Obres seleccionades

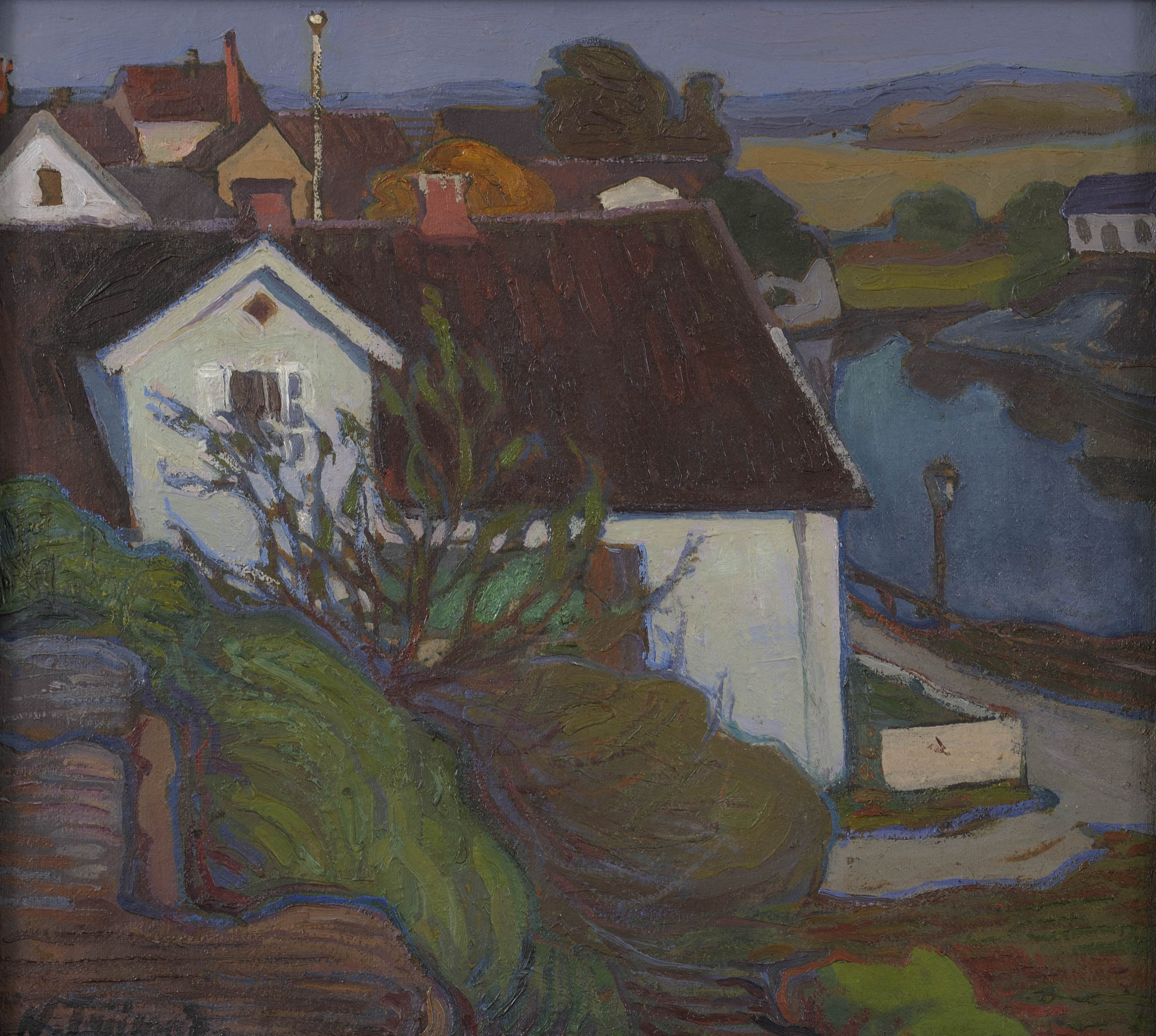
Vista d'un poble petit (1905–1909)
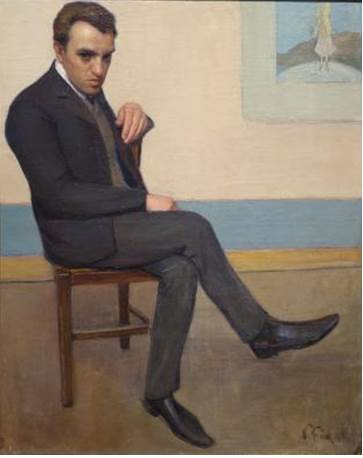
Retrat de Konrad Mägi (1908)
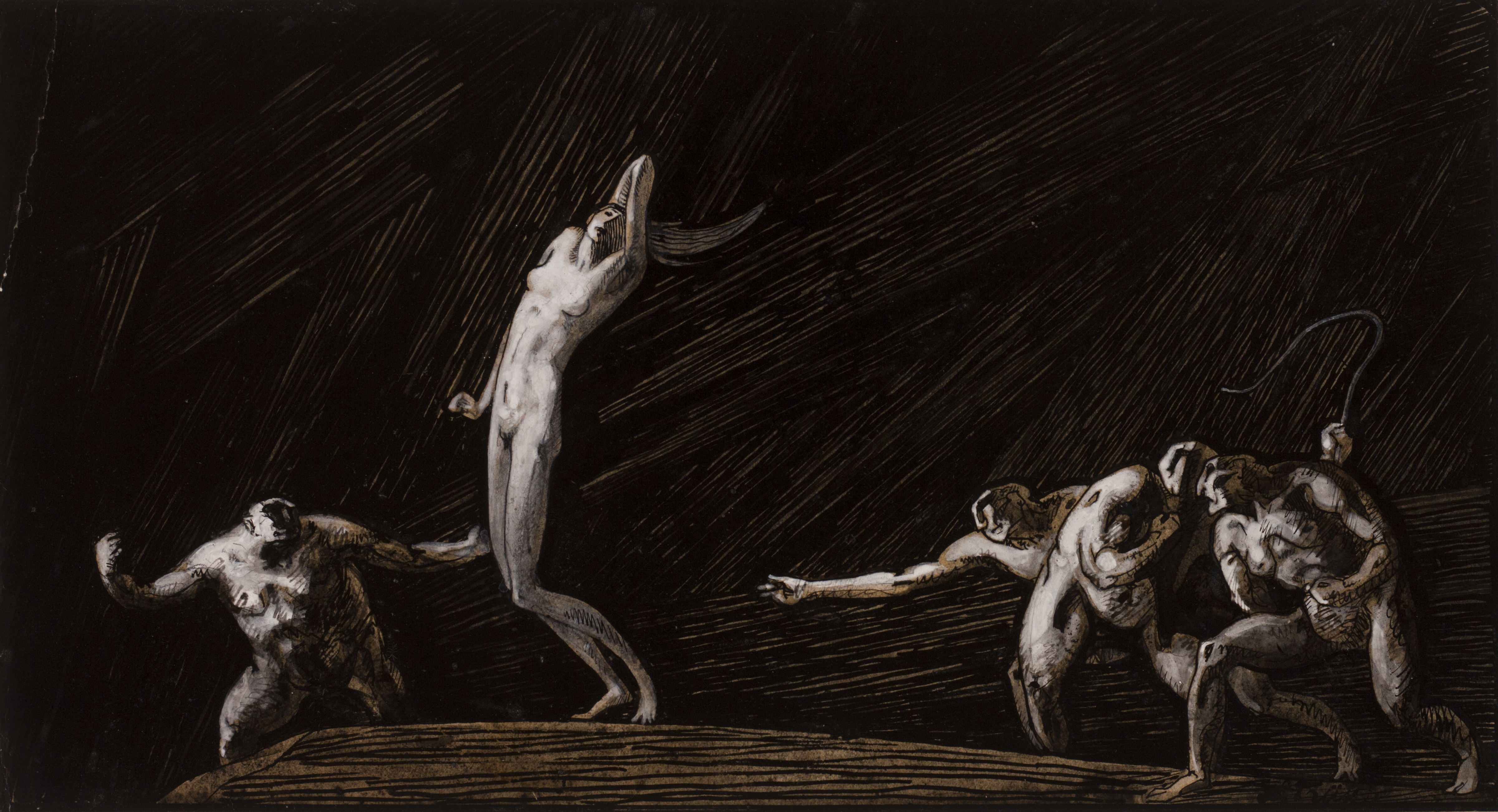
Caça (1913)
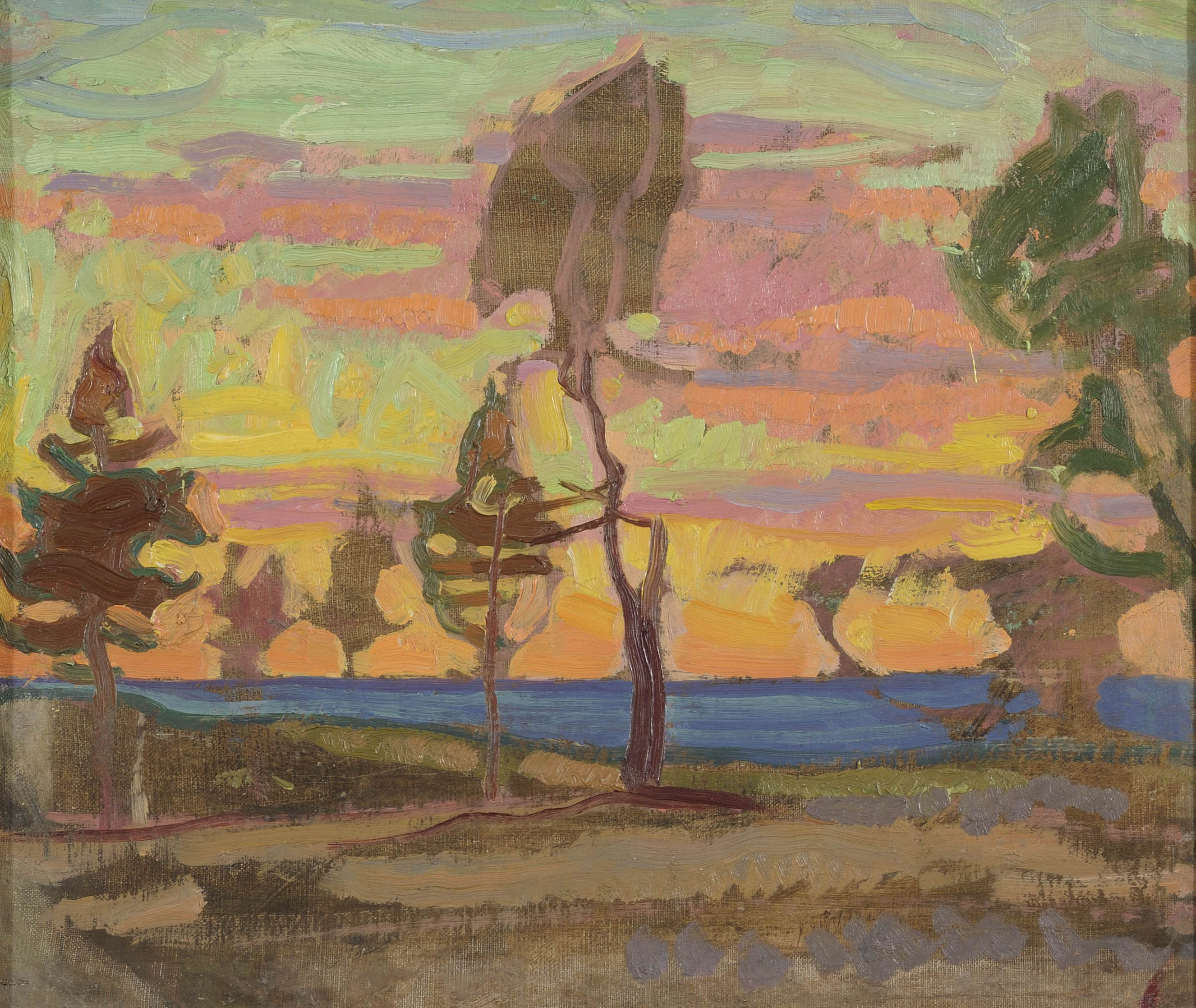
Paisatge finlandès (1914)
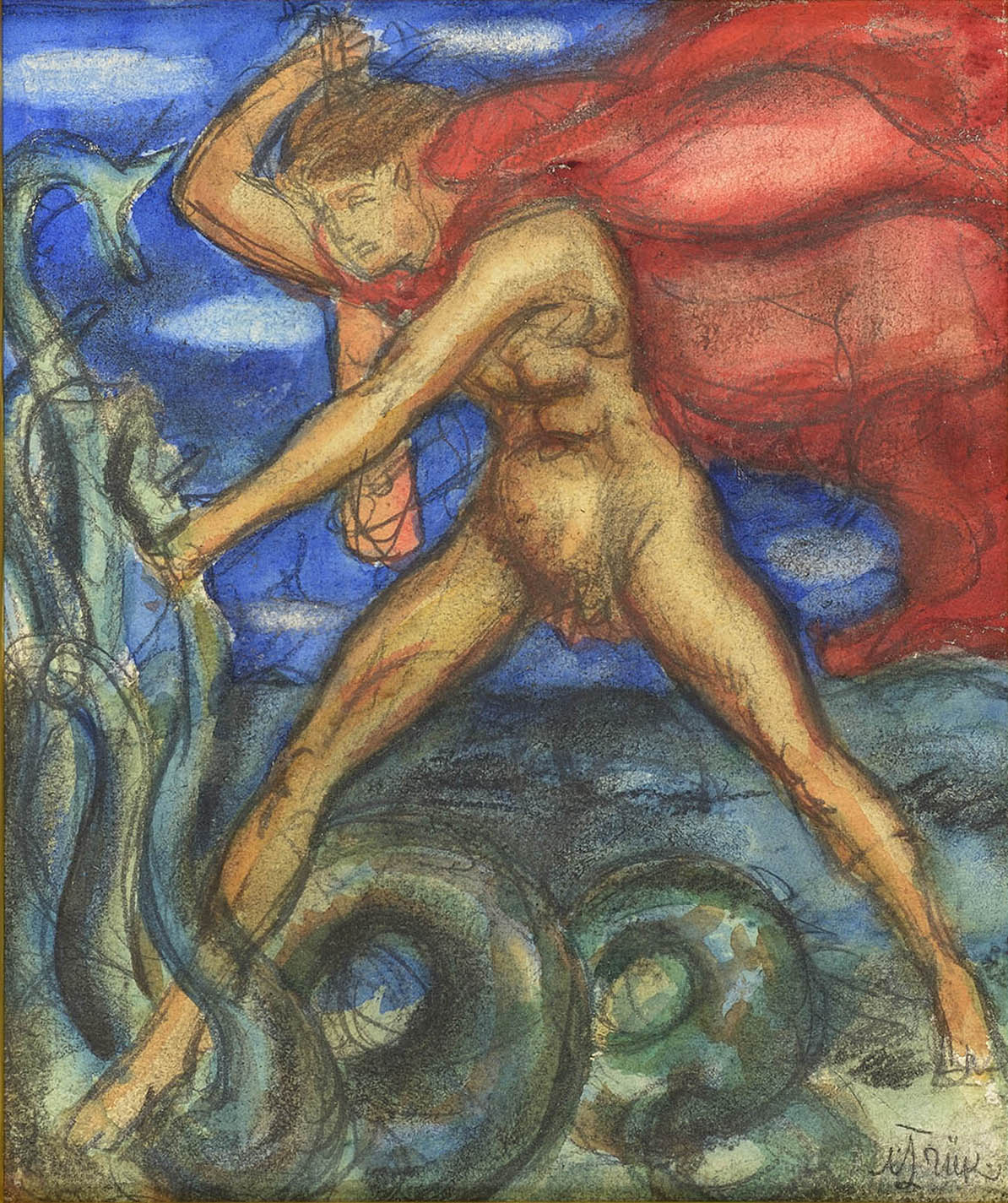
Lluita amb l’Hidra (sense data)
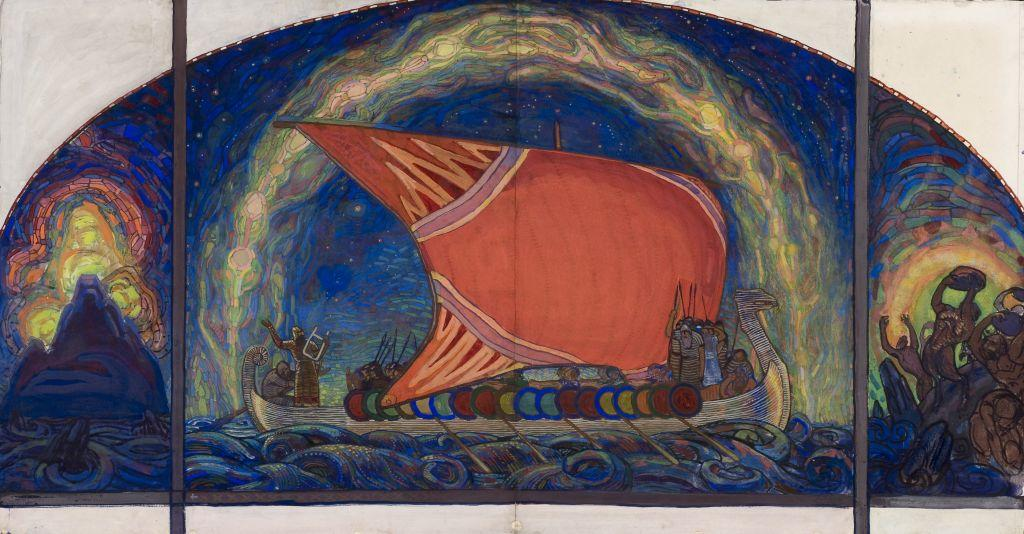
Lennuk (1910)
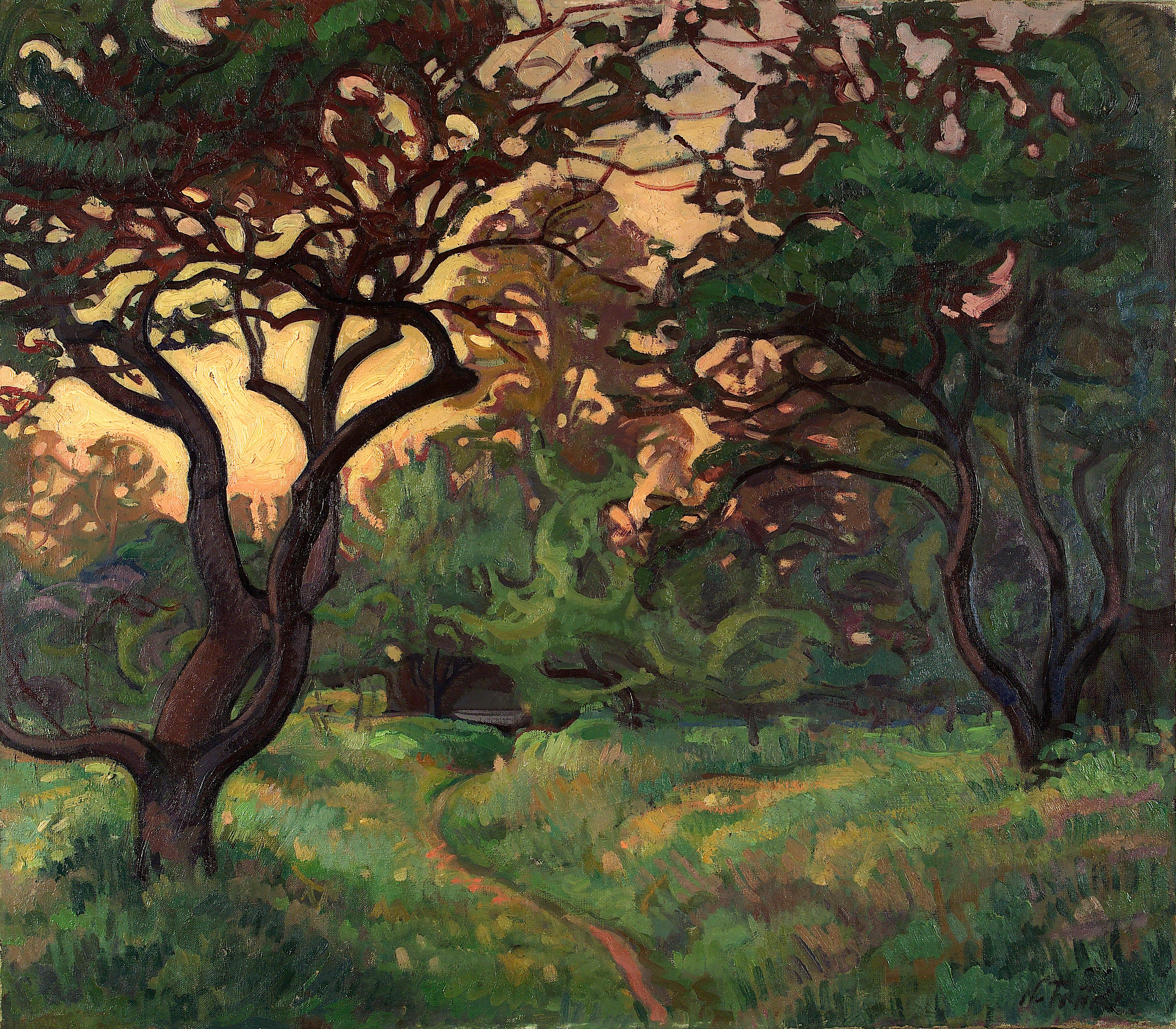
Jardí Vell (1917)
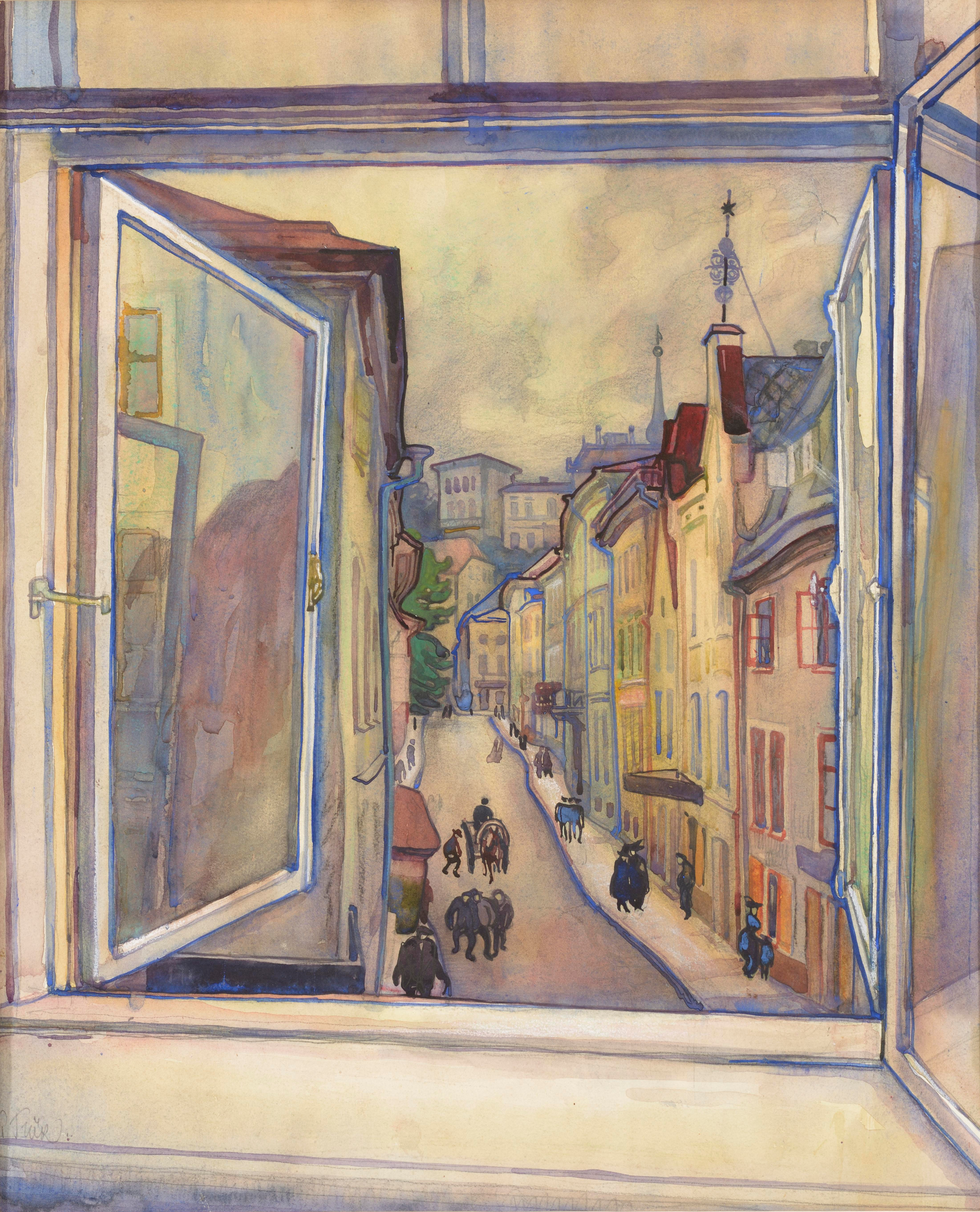
Des de la finestra (Tallinn) (1913)
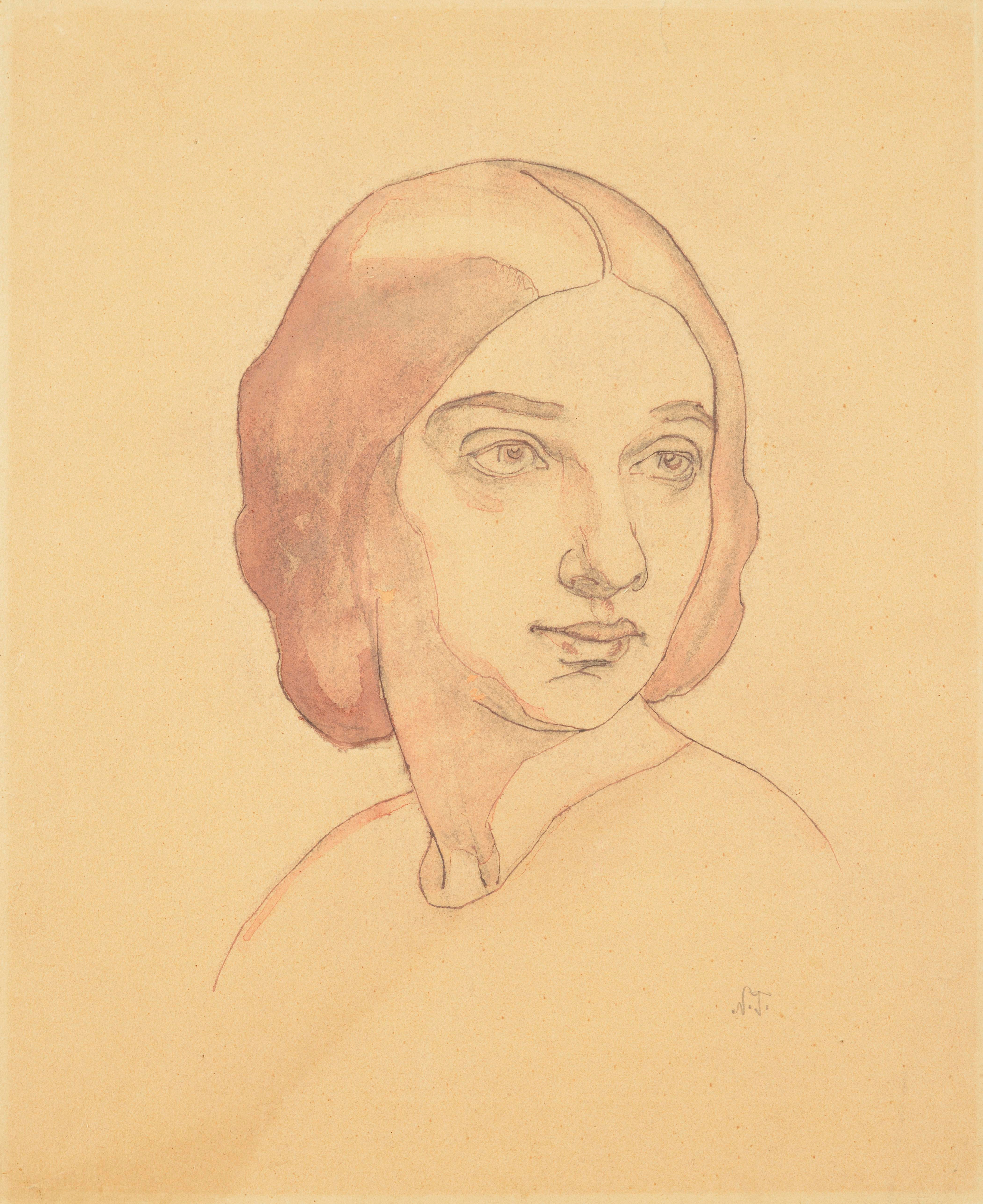
Retrat del Pr. V. Triik-Martna (sense data)